# Гусимець кавказький
Гусимець кавказький (Arabis caucasica) — вид квіткових рослин родини капустяних (Brassicaceae).

## Біоморфологічна характеристика
Це багаторічна рослина 10–40 см заввишки, сива, з м'яким білим запушенням. Листки біло повстисті. Пелюстки білі, 11–17 мм завдовжки. Стручки лінійні, плоскі, чіткоподібні, 3–7 см завдовжки, косо вгору стоять. Насіння від еліптичного до округлого, переважно крилате, рідкісно безкриле, 1.4–1.7 × 0.9–1.1 мм; поверхня помітно дрібно зморшкувата, червонувато-коричнева. 2n=16.

## Поширення
Росте на північному заході Африці (Алжир, Марокко), на півдні Європи (Албанія, Болгарія, Греція, Італія, Крим, Північний Кавказ, Боснія і Герцеговина, Чорногорія, Хорватія, Македонія, Словенія, Сербія), на заході Азії (Іран, Ірак, Ліван-Сирія, Південний Кавказ, Палестина, Саудівська Аравія, Туреччина, Туркменістан, Ємен); вид інтродуковано до Канади, пн. США, цн. й пн. Європи, Єгипту, Макаронезії, Західних Гімалаїв.
В Україні росте на скелях — у гірському Криму звичайно.

## Використання
Рослина може бути зібрана з дикої природи для місцевого використання як їжа. Вирощується як декоративна рослина в садах, де її можна використовувати як ґрунтопокривну рослину.